# Ходкость
Ходкость — качество судна иметь и сохранять заданную скорость хода при данных условиях при минимальной затрате мощности механизмов, установленных на нем.  Из двух подобных судов лучшей ходкостью обладает то, которое развивает большую скорость при одинаковой мощности главных судовых двигателей или одинаковой парусности.
Теоретический расчет ходкости как правило не дает надежных результатов вследствие необходимости учёта большого количества факторов, плохо поддающихся определению. Ходкость при проектировании оценивают расчетами и путём модельных испытаний в опытовом бассейне, после постройки судна элементы ходкости определяют в процессе его ходовых испытаний.
В большей степени ходкость определяется сопротивлением воды, оказывающимся на судно и движущей силой (тягой парусов или двигателя). Чем меньше сопротивление корпуса судна и чем больше сила тяги парусов, тем больше скорость судна.